# 驪連氏
驪連氏（りれんし）は、古国時代の人物。『帝王世紀・自皇古至五帝』によると、15代目まで庖犧氏の号を用いたとされる。

## 姓
姓については、風姓とされる。これは、当時有力であった風姓・姜姓の2大氏族の交代以前と考えられるためである。

## 一次資料での記述
- 『帝王世紀』

「女媧氏没，次有大連氏、柏皇氏、中央氏、栗陸氏、驪連氏、赫胥氏、尊盧氏、渾沌氏、昊英氏、有巣氏、朱襄氏、葛天氏、陰康氏、無懐氏，凡十五世，皆襲庖犧氏之号也」
- 『北史』隋紀上・高祖文帝

「大庭、軒轅以前，驪連、赫胥之日，咸以無為無欲，不将不迎，其詳不可聞已」
- 唐 楊炯『遂州長江県先聖孔子廟堂碑』

「驪連上古，混沌中央」